# Mestra amymone
Mestra amymone är en fjärilsart som beskrevs av Ménétriés 1857. Mestra amymone ingår i släktet Mestra och familjen praktfjärilar. Inga underarter finns listade i Catalogue of Life.